# Jandarie
Jandarie (ros. Яндаре) – miejscowość w Rosji, w Inguszetii. Według danych szacunkowych na rok 2009 liczy 11 527 mieszkańców.